# 城翼航空
城翼航空（英語：Citywing）是一家總部設於曼島的虛擬航空公司，提供英國境內載客航班服務。

## 歷史

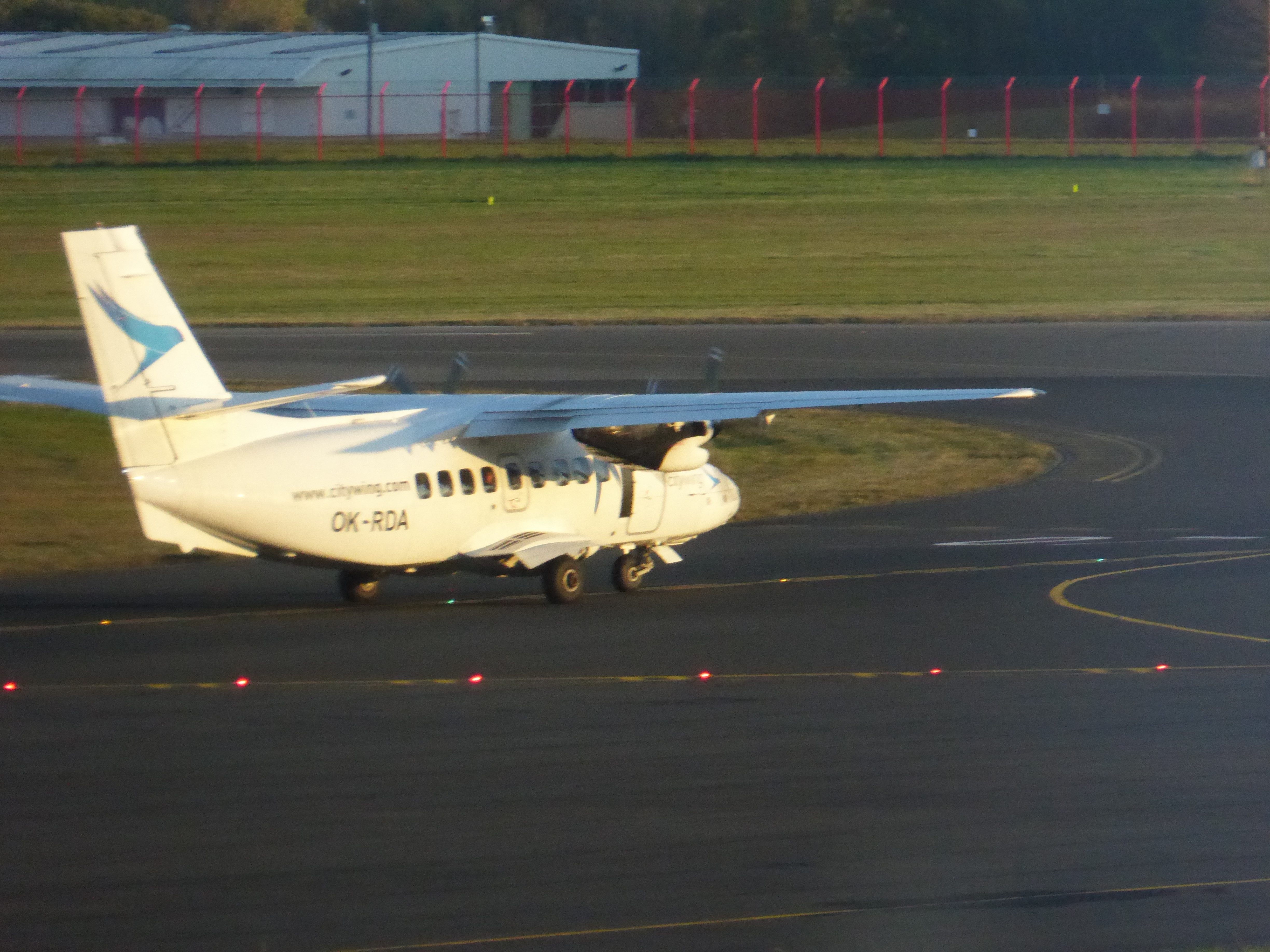
城翼航空的飛機

2012年11月，首席执行官戴维·巴克（David Buck）買下Manx2航空，該公司所有資產在2013年1月1日轉移至新成立的城翼航空，並在新的公司網站售賣，首個城翼航空航班在2013年1月2日執行。
2014年，城翼航空航線擴展至曼島-格拉斯哥航線，並在2016年1月接手安格爾西島-卡迪夫這公共服務義務航線。
2017年2月23日，城翼航空502班機（由范航空歐洲執行）由曼島飛往貝爾法斯特期間，因為天氣問題被迫折返。翌日范航空歐洲（Van Air Europe）失去了這航線經營權。於是城翼航空接洽奔馳航空，在3月2日和3月3日提供一些航班服務。2017年3月10日，城翼航空宣佈由於范航空歐洲失去英國空運執照，使他們未能找到適合的合作夥伴，所有3月11日以後的航班均取消，公司將會清盤。城翼航空指由於短時期內需要尋找飛機代替范航空歐洲，使他們蒙受重大損失。